# Chalaroachaeus
Chalaroachaeus is een geslacht van kreeftachtigen uit de klasse van de Malacostraca (hogere kreeftachtigen).

## Soort
- Chalaroachaeus curvipes de Man, 1902